# Émile Jaboulay
Pour les articles homonymes, voir Jaboulay.
Émile Jaboulay est un chimiste français né à Rive-de-Gier le 14 février 1879 et mort à Saint-Étienne le 28 janvier 1961.
Après des débuts comme ingénieur-chimiste aux aciéries de la marine à Lorette, il devient installateur et directeur de premier laboratoire à la Société d'électro-chimie, d'électro-métallurgie et des aciéries électriques d'Ugine (SÉCÉMAÉU), usine fondée par Paul Girod et plus connue sous le nom d'Ugitech.
En 1909, il fonde sa propre entreprise : les aciéries Jaboulay à Terrenoire, qu'il dirige jusqu'en 1947. Spécialisé dans la recherche sur les alliages, il effectue plus de dix mille essais entre 1910 et 1923. Leur validation l’autorise à créer une entreprise à Terrenoire pour produire et commercialiser des aciers dits surcarburés qui apportent une forte valeur ajoutée aux aciers rapides d’outillage. L'acier surcarburé est réquisitionné pendant la seconde guerre mondiale pour fabriquer des chars allemands et des avions 